# Julianus Apostata
Flavius Claudius Julianus (6 november 331 - 26 juni 363), ter onderscheiding van de eerdere (vrijwel onbekende) keizer Julianus I (284-285) beter bekend als Julianus II, Julianus de Afvallige of Julianus Apostata, was een Romeins keizer van november 361 tot 26 juni 363. Hij ging ten onder in zijn strijd tegen de Perzische sjah Sjapoer II. Hij is vooral bekend geworden door het terugschroeven van de bevoorrechting van christenen en pogingen de Romeinse godenverering te herstellen, nadat de eerdere keizers Constantijn de Grote en Constantius II het christendom sterk hadden bevoordeeld, onder meer op fiscaal vlak.
Hij werd door diverse schrijvers van een kerkgeschiedenis en martelaarsverhalen (passiones) beschuldigd van wrede christenvervolgingen, maar daar zijn geen betrouwbare, historische bewijzen voor. Ook moderne historici hebben hem soms neergezet als iemand, die niets en niemand ontzag, maar onder meer Julianus' eigen geschriften wijzen eerder op tolerantie dan 'ongebreideld fanatisme': 'Nee, bij de goden, ik wil niet dat men de Galileeërs [christenen] ter dood brengt. Evenmin dat ze in strijd met het recht mishandeld worden of op een andere manier onrecht ondergaan' (brief aan een provinciegouverneur).

## Leven

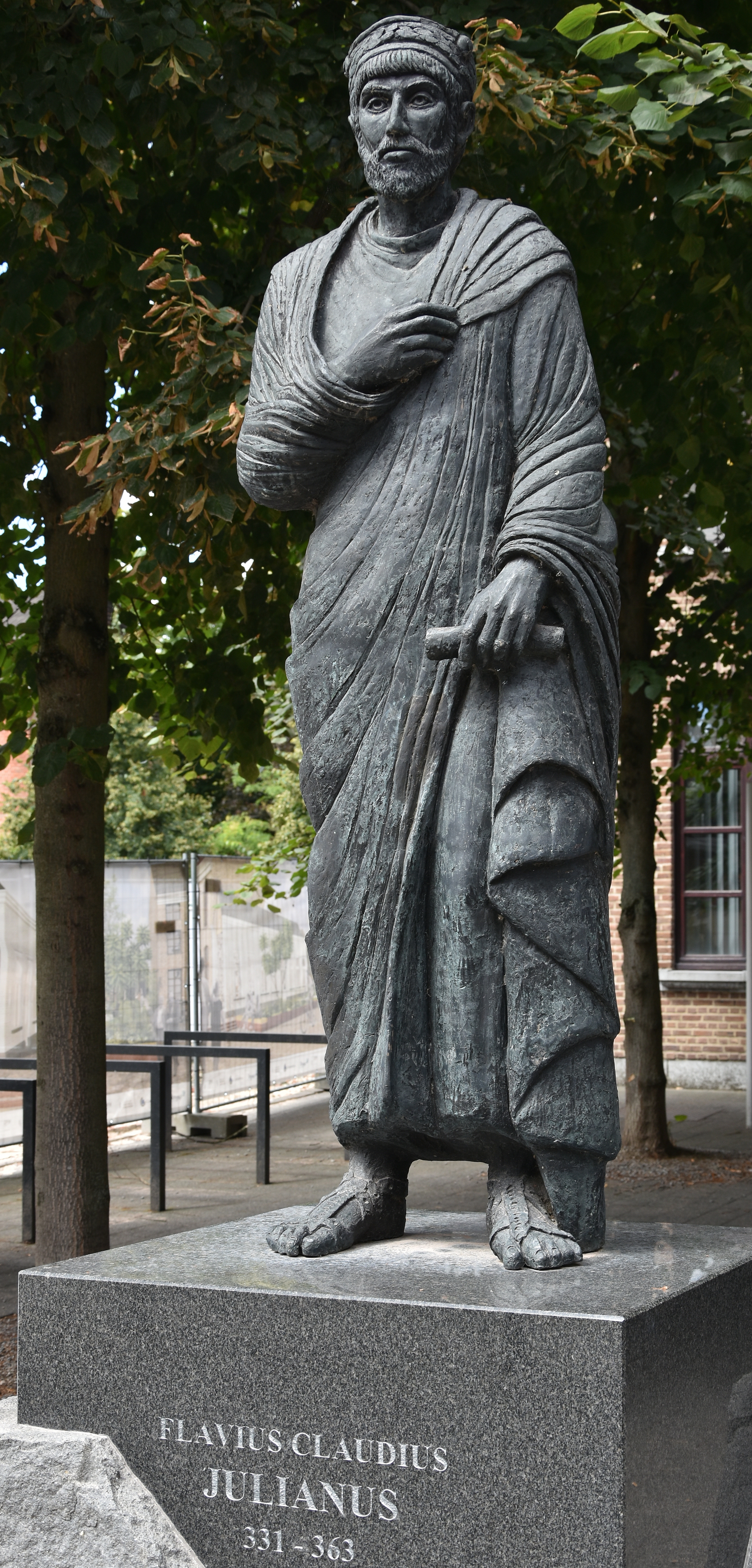
Standbeeld van Flavius Claudius Julianus te Tongeren

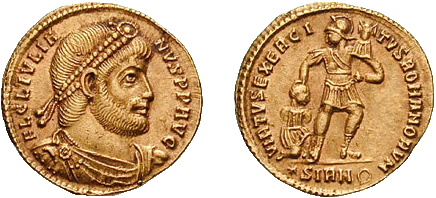
Julianus op een gouden solidus geslagen in Sirmium

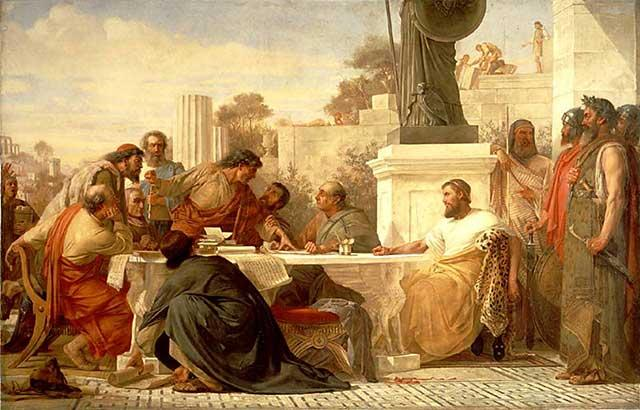
Julian the Apostate presiding at a conference of sectarian (Julianus de Afvallige zit een vergadering van sektariërs voor), Edward Armitage, 1875, Walker Art Gallery, Liverpool

### Onder Constantius
Hij was de jongste zoon van Julius Constantius (een halfbroer van keizer Constantijn de Grote), en zijn vrouw Basilina. Toen na de dood van Constantijn (22 mei 337) diens mannelijke verwanten diezelfde maand door soldaten werden vermoord, waren Julianus en zijn oudere halfbroer (Flavius Claudius) Constantius Gallus vrijwel de enige overlevenden. Julianus' vader Julius Constantius kwam bij het bloedbad om het leven, een oudere broer, zes van zijn neven en een oom. Zijn moeder Basilina was al enkele maanden na Julianus' geboorte overleden. Julianus wees later zijn neef Constantius als hoofdverdachte aan. Eutropius en Socrates Scholasticus meldden dat Constantius de moord niet beval, maar ook niet verhinderde. Volgens Gregorius van Nazianze redde Constantius zelfs het leven van zijn jonge neefjes. Die jonge neefjes waren immers ook Constantius' zwagers: Constantius' eerste vrouw was een zuster van Gallus en een halfzuster van Julianus.
Constantius heerste met zijn beide broers vanaf 9 september 337 over het Romeinse rijk. Ze droegen alle drie de titel Augustus. Van ambitieuze familieleden hadden ze niets te vrezen, ze bestreden daarop elkaar en Constantius bleef in 350 als alleenheerser over.
Constantius scheidde de halfbroers Gallus en Julianus: Gallus werd naar Ephesus gestuurd en Julianus naar Nicomedia (Izmit). Zijn verwante, Eusebius, was er de plaatselijke ariaanse bisschop, die zorg over hem droeg. De feitelijke opvoeding was in handen van de eunuch Mardonius. Julianus sprak later met veel waardering over Mardonius. Constantius liet Julianus waarschijnlijk in 342 overbrengen naar Macellum, in de buurt van Caesarea (Kayseri).
Tot 348 leefde hij daar zes jaar lang rustig op het familiegoed in Klein-Azië, waar hij de invloed onderging van bisschop Georgius. Prettig vond Julianus het daar allerminst, hij werd constant in de gaten gehouden, en had er enkel Gallus en slaven tot gezelschap. Maar hij kon er lezen in de bibliotheek van Georgius, de bisschop van Caesarea, waar naast stichtelijke, christelijke boeken ook heidense filosofie en letterkunde te vinden was. Voor iemand van zijn stand was het gebruikelijk daarin te worden onderwezen, maar hij werd in de eerste plaats christelijk opgevoed. Hij kende teksten van de Bijbel uit zijn hoofd, bezocht regelmatig de kerk en bewees de graven van christelijke martelaars eer. Tijdens de kerkdienst was hij voorlezer. Julianus zegt zelf in een brief uit 362 dat hij vanaf zijn twintigste jaar (in 351) van zijn christelijk geloof af viel. Toen was hij al enige jaren uit Macellum weg.
Julianus vertrok naar Constantinopel, Nicomedia en Pergamum en kreeg er les van gerenommeerde docenten. In de eerste twee steden wijdde hij zich vooral aan retorica, in Pergamum verdiepte hij zich in het neoplatonisme van Plotinus (circa 200-270), dat de stelsels van Pythagoras, Plato en Aristoteles verenigde. Hij hoorde er over de filosofen Maximus en Priscus, die hij toen hij keizer werd, in zijn gevolg zou opnemen en met wie hij op zijn sterfbed in 363 over de onsterfelijkheid van de ziel zou spreken. Julianus bezocht de toekomstvoorspeller en wonderdoener Maximus in diens geboorteplaats Ephesus, die in navolging van Iamblichus de neoplatoonse filosofie verbond met mystiek en theürgie (magische handelingen waarbij geesten worden bezworen). De twintigjarige Julianus was zeer van Maximus onder de indruk en prees hem als diegene die hem had geleerd de deugd boven alles te stellen en dat alleen de oude, heidense goden de juiste weg wezen.
Nadat zijn halfbroer, Constantius Gallus, door keizer Constantius II, onder druk van de omstandigheden, in 351 tot Caesar (onderkeizer) was verheven, kreeg Julianus zelf meer bewegingsvrijheid: hij werd een waar liefhebber van boeken en ging studeren, eerst te Milaan en vervolgens te Athene.

### Opkomst
In 354 werd Constantius Gallus echter op bevel van de keizer naar Italië ontboden en uit de weg geruimd 'wegens wanbeleid'. Ook Julianus werd naar Italië geroepen en in Milaan maandenlang onder huisarrest geplaatst. Julianus zou Macellum zonder toestemming hebben verlaten en kort tevoren heimelijk met Gallus hebben gesproken, toen deze op weg was naar Italië. Alleen door de bemiddeling van Constantius' tweede vrouw, Eusebia, ontmoetten de neven elkaar en mocht Julianus zich weer aan zijn studie wijden, ditmaal in Athene, waar hij nog werd gesterkt in zijn reeds eerder gewekte liefde voor de Griekse cultuur en de filosofie. Maar al snel riep Constantius hem weer terug naar Milaan om medebestuurder te worden. Julianus volgde Gallus 6 november 355 als Caesar op, een titel die sinds de bestuurlijke hervormingen van Diocletianus de functie van 'onderkeizer' aanduidde; de keizer zelf droeg de titel Augustus.
Julianus trad in het huwelijk met Helena, de jongste zuster van Constantius II. Als Caesar werd hij opperbevelhebber van het Romeinse leger in Gallia en heel het Westen. Hij trachtte de Salische Franken die het Rijn- en Scheldegebied in bedwang hadden, te pacificeren en verdedigde de grenzen van het Romeinse Rijk tegen de invallen van de Alemannen. Daarbij trok hij tot driemaal toe over de Rijn. Hij overwon hen beslissend in de slag bij Straatsburg. Hoewel hij geprezen werd als overwinnaar, moest hij in 358 aan de Franken toch een groot deel afstaan van wat nu Vlaanderen en Nederland beneden de rivieren is en toen Toxandria genoemd werd. De Franken werden daarmee de eerste Germaanse bondgenoten (foederati) die op het Romeinse grondgebied een stuk land kregen toegewezen.
Keizer Constantius bezag Julianus' succesvolle optreden echter met groot wantrouwen. In 360 verordende hij dan ook dat Julianus een deel van zijn troepen aan hem moest afstaan: hij wilde deze strijdkrachten inzetten in zijn eigen campagne tegen Perzië. De soldaten, die erg op Julianus gesteld waren, kwamen in verzet en riepen hem in zijn residentie te Lutetia (Parijs) uit tot tegenkeizer. Omdat Constantius elk compromis afwees, was de burgeroorlog een feit. Een groot debacle werd alleen voorkomen door de plotselinge dood van keizer Constantius op 3 november 361, die (mogelijk pas op zijn sterfbed) zijn neef Julianus, vrijwel zijn laatste mannelijke familielid, als zijn legitieme opvolger aanwees.
Toen het nieuws over Constantius' overlijden in Alexandrië bekend werd, richtte een volkswoede zich op zijn protegés. De ariaanse bisschop Georgius van Cappadocië, gehaat door zowel medestanders van de verbannen bisschop Athanasius als de heidense bevolking, moest het ontgelden. Georgius was eigengereid, arrogant, dreigde met de afbraak van de tempel van de Stadsgodin, bespotte de aanhangers van de god Mithras en liet de tempel van Serapis onder het toeziend oog van de militaire commandant van Egypte, Flavius Artemius, door soldaten bezetten en plunderen. Georgius werd gevangengezet, maar na een paar weken, op 24 december 361, door een volksmenigte gelyncht en verbrand. Julianus berispte de heidense Alexandrijnen en keurde het feit dat zij voor eigen rechter hadden gespeeld, af. Hij had evenwel begrip voor hun grieven en vond zelfs dat Georgius na een proces volgens wet de doodstraf had verdiend. Dit was de eerste uitbarsting van religieus geweld. Onder Julianus' regering vonden geen grootschalige christenvervolgingen plaats, maar de maatregelen die de nieuwe keizer nam leidden er wel toe dat lokaal 'openstaande rekeningen werden vereffend'.
Op 11 december 361 hield Julianus zijn intocht in Constantinopel.

### Maatregelen
Tijdens zijn kortstondige regering als keizer, hij regeerde minder dan twintig maanden, behandelde Julianus de senaat altijd met respect. Hij bestreed de corruptie onder de ambtenaren en probeerde ook de inflatie het hoofd te bieden, onder meer door een hervorming van het muntstelsel.
Tempels die Constantius liet sluiten of afbreken, werden door Julianus weer opengesteld of herbouwd. Heidenen gaven hem daarom de eretitel templorum restaurator. Hij gaf land terug aan de tempels en de steden, dat onder Constantius in het bezit van de keizer of van particulieren was gekomen.
Het verbranden van offerdieren, door Constantius verboden, werd weer toegestaan. Julianus offerde, net als de door hem bewonderde keizer Marcus Aurelius voor hem, bijzonder veel dieren op de altaren van de goden. Daar konden evenwel soldaten en burgers hun veelal vleesloze maaltijden mee aanvullen.
Maar vooral op godsdienstig vlak trof hij ingrijpende maatregelen. Hij kondigde weliswaar een algemene geloofsvrijheid af, maar de christenen legde hij beperkingen op. Ondanks zijn christelijke opvoeding kreeg hij reeds vroeg een afkeer van dit geloof (die hij overigens verborgen hield tot de dood van keizer Constantius II) en werd hij geboeid door het neoplatonisme. Hij droomde ervan de voor-christelijke eredienst en tradities weer tot leven te wekken, en daartoe probeerde hij het priesterschap naar het christelijk voorbeeld te herorganiseren en moreel te verheffen. Aan bloedige vervolgingen wilde hij zich niet schuldig maken: liever bestreed hij het christendom door de innerlijke verdeeldheid aan te wakkeren.
Daartoe riep hij verbannen bisschoppen terug naar hun zetel. Constantius, een gematigd-ariaanse christen had vijanden van Arius' leer verbannen. De bekendste bisschop die terugkeerde uit ballingschap was Athanasius van Alexandrië. Julianus wilde niet dat ballingen terugkeerden naar hun kerken, zoals Athanasius had gedaan toen de ariaanse bisschop Georgius van Cappadocië op 24 december 361 in Alexandrië gelyncht was. Daarom werd Athanasius opnieuw, ditmaal door Julianus, in de ban gedaan. De christelijke donatisten, die zich in Noord-Afrika van de katholieke kerk afscheidden, hadden Julianus' troonsbestijging toegejuicht en vanaf begin 362 mochten ballingen terugkeren. Kerken kregen ze terug, maar dat leidde ook tot geweldsuitbarstingen.
Christelijke leraren werd (met de 'schoolwet' in 362) verboden de jeugd te onderrichten in klassieke filosofie, priesters ontnam hij (met een wet van 13 maart 362) hun vrijstelling van belastingen, die hoorden bij het lidmaatschap van een stedelijke raad en hij stond toe de joodse tempel in Jeruzalem te herbouwen. Hij kondigde 12 februari 363 een wet af die het verbood mensen overdag te begraven, na zonsopkomst en voor zonsondergang.

### Ondergang
Vastbesloten de reputatie van Rome in het Oosten te herstellen, verliet Julianus vermoedelijk begin juni 362 Constantinopel na een verblijf van enkele maanden, en reisde via Chalcedon (Kadiköy), Libyssa, Nicomedia (Izmit), Nicaea (Iznik), Pessinus, Ancyra (Ankara) en Caesarea (juni of juli 362) naar de Syrische hoofdstad Antiochië aan de Orontes (juli 362).
In Antiochië veroordeelde Julianus, zo meldt Ammianus Marcellinus, twee officieren van de keizerlijke lijfwacht, Romanus en Vincentius, tot ballingschap. Libanius spreekt van een complot van soldaten die Julianus wilden vermoorden. Julianus schrijft zelf aan Libanius over een proces voor de krijgsraad waarbij hij 'een rechtvaardig doch mild vonnis had geveld'. Ook werden er in Antiochië drie mannen geëxecuteerd: een hoge ambtenaar, de zoon van een generaal en Flavius Artemius, de voormalige commandant van Egypte. Julianus was diep teleurgesteld over wat hij in Antiochië had meegemaakt en wilde voortaan geen stap meer in de Syrische hoofdstad zetten.
Vanuit Antiochië marcheerde hij 5 maart 363 oostwaarts om de Perzische Veldtocht te beginnen. Hij reisde via Litarba, Beroea (Aleppo), Hierapolis Bambyce (Membidj), Carrhae (Harran) en Callinicum (Al Raqqah) naar het gebied van Dura-Europos aan de Eufraat (7 april 363).
Julianus viel in 363 het Perzische rijk van de Sassanidische heerser Sjapoer II binnen. Nadat hij met succes reeds ver doorgedrongen was in het Perzische Rijk, sloeg hij niet het beleg voor de stad Ctesiphon en gaf hij, om onduidelijke redenen, 16 juni 363 bevel terug te trekken. Tien dagen later liet hij zich op 26 juni 363 nabij de Perzisch hoofdstad Ctesiphon in een gevaarlijke veldslag verstrikken. Julianus overleed niet ver van het moderne Bagdad aan de verwondingen die hij opliep door een speer in zijn zij.
Hij was toen 31 jaar oud en had slechts negentien en een halve maand geregeerd. Er bestaat onduidelijkheid of de speer afkomstig was van een vijandige soldaat, dan wel van een van zijn eigen christelijke soldaten. Volgens de Byzantijnse historicus Johannes Malalas is de moord gepleegd in opdracht van de Anatolische bisschop Basilius van Caesarea.
Julianus werd begraven in een voorstadje van Tarsus.

## Werken en brieven
- Caesares
- Lofzang op de Moeder der Goden
- Lofzang op Koning Helios
- Tegen de Galileeërs

- Brief aan de Atheners
- Antiochicus of Misopogon (baardhater)

Naast de maatregelen die Julianus trof, ontplooide Julianus in zijn korte leven een grote literaire activiteit. Vele van zijn geschriften bleven bewaard, waaronder de Hymne aan de Moeder der goden, die deel uitmaakte van Julianus' religieuze programma.
Vooral 's nachts vond hij tijd voor literaire arbeid. Begin 362 schreef hij een pamflet, waarin hij zijn oom Constantijn de Grote verweet, dat deze de goden niet vereerd had, zijn zonen zo slecht opvoedde dat ze na zijn dood een bloedbad onder hun familieleden aanrichtten, vervolgens elkaar op leven en dood bestreden, net als hun vader oude tempels plunderden en vernietigden en op hun plek christelijke kerken bouwden. Julianus schreef waarschijnlijk ook in Constantinopel zijn Caesares, waarin hij opnieuw zijn oom Constantijn de grote bekritiseerde. Met zijn heidense voorgangers vergeleken, kwam Constantijn uitermate ongunstig naar voren: liederlijk, waardeloos bestuurder, wellustig en ontuchtig. Aangezien Constantijn welbewust zich pas op zijn sterfbed liet dopen, legt Julianus in verband met de doop Jezus de volgende woorden in de mond: 'Laat elke verkrachter, moordenaar en schaamteloze zondaar maar met een gerust hart bij mij komen. Met dit water zal ik hem wassen en zo van zonden reinigen.' Julianus uitte in Constantinopel ook vrijelijk zijn afkeer van zijn ('gematigd ariaans') christelijke neef.
Hij schreef ook veel brieven.
Julianus schrijft in een brief: 'Ik heb mij tegenover de Galileeërs [christenen] altijd gematigd en humaan opgesteld en nooit een van hen geweld aangedaan. Niemand heb ik ooit naar een tempel laten sleuren of met iets dergelijks bedreigd.'
'Wij staan niet toe dat men christenen tegen hun zin naar de altaren sleept' en 'Overtuigingskracht is nodig om mensen tot andere gedachten te brengen, niet slaag of andere vormen van fysiek geweld. Schoffering is ook uit den boze. Ik blijf erop hameren dat aanhangers van de ware religie de Galileeërs met rust moeten laten. Men moet hun geen onrecht aandoen en hen niet aanvallen of beledigen. Wie dwaalt bij het allerbelangrijkste dat er is in het leven, verdient geen haat, maar medelijden' (brief aan de bewoners van Bosra in de provincie Arabië).

## Uiterlijk
Het uiterlijk van keizer Julianus kennen wij van verschillende afbeeldingen op munten. In Parijs worden twee beelden van hem bewaard, één in het Louvre en het andere in het Musée de Cluny.
De Cappadocische kerkvader Gregorius van Nazianzus herkende in Julianus gelijk een 'monster', toen hij hem in Athene, waar ze beiden studeerden, voor het eerst zag: met pafferige nek, schokkende schouders, wild heen en weer schietende blik, zenuwachtig, ongecontroleerd lachen. Maar hij was dan ook een tegenstander van Julianus en schreef twee tegen de keizer gerichte smaadschriften. Ammianus Marcellinus vertelt daarentegen wat vriendelijker, dat Julianus middelmatig van lichaamslengte was, goed geproportioneerd, sterk en een goede hardloper. Zijn haar was zacht en zat alsof het net was gekamd, zijn baard was ruig en liep uit in een punt. Hij had mooie, fonkelende ogen, zijn wenkbrauwen waren fraai gevormd, zijn neus was kaarsrecht, zijn mond wat groot, de onderlip hing enigszins neer. Een stevige, maar gebogen nek, enorm brede schouders.

## Historisch beeld
Al valt hij niet helemaal vrij te pleiten van ijdelheid en overdreven zucht naar roem, toch was Julianus' bewind over het algemeen mild en weldadig, en bracht hij veel goeds tot stand. Zijn hellenofilie vertoonde romantische trekjes, en zijn strijd tegen het christendom bleek veel te zwak om enig effect te sorteren. Aan de voor-christelijke traditie was onherroepelijk een einde gekomen.
Het historisch beeld van Julianus is dubbelzinnig en paradoxaal: enerzijds fanatiek, anderzijds tolerant. Ammianus Marcellinus had geen goed woord over voor Julianus' 'schoolwet': 'Julianus' poging dient onder eeuwigdurend zwijgen bedolven te worden'. Maar verder zag de historicus zijn keizer als de belichaming van de vier kardinale deugden: gematigdheid, wijsheid, rechtvaardigheid en dapperheid.
Overheersend is evenwel dat hij naar de toenmalige Romeinse maatstaven beoordeeld een rechtvaardig en humaan heerser werd gevonden, die door zijn troepen werd aanbeden om zijn redelijkheid en aandacht voor hun welzijn, en hun naar verluidt nooit vroeg iets te doen wat hijzelf niet zou doen.
Nadat het christendom de staatsgodsdienst was geworden van het Romeinse Rijk, bleken de eerder aan vervolging blootgestelde aanhangers zelf allerminst een toonbeeld van tolerantie. Na Julianus' overlijden werd het christendom opnieuw de staatsgodsdienst. Naar christelijke maatstaven was Julianus een afvallige, een gevaarlijke ketter die gelukkig vroeg gestorven was, en met die reputatie moest hij het doen.
De schrijfster Maria Rosseels heeft de veronderstelde 'moord op Julianus' verder uitgewerkt in haar roman Ik was een Christen (1957) waarin zij als hoofdfiguur een vertrouweling van Julianus opvoert die zich, als christen, tegen hem keert.
Op 23 september 2000 werd er in Tongeren (België) een bronzen beeld van hem geplaatst voor het administratief centrum Praetorium.

## Nederlandse vertaling
- Julianus de Afvallige. Afvallige contra afvalligen. Keuze uit zijn geschriften, uit het Grieks vertaald door Kees Meiling, 2016, ISBN 9789081937078

## Julianus Apostata in de literatuur

Ioulianou autokratoros ta sozomena, 1696

Het leven en de gedachten van Julianus Apostata hebben in de laatste eeuwen verschillende schrijvers tot inspiratie gediend:
- Friedrich de la Motte Fouqué: Geschichten vom Kaiser Julian und seinen Rittern (1818)
- Joseph von Eichendorff: Julian (poëzie, 1853)
- Henrik Ibsen: Kejser og Galilæer (drama, 1873)
- Felix Dahn: Julian der Abtrünnige (roman, 1894)
- Dmitri Merezjkovski: Julianus Apostata (roman, 1894; in het Nederlands verschenen in 1912)
- Joseph Bidez: Julian der Abtrünnige, (biografie, 1940)
- Wolfgang Cordan: Julian der Erleuchtete (roman, 1950)
- Michel Butor: La Modification (roman, 1957)
- Maria Rosseels: Ik was een christen (roman, 1957)
- Gore Vidal: Julian, (roman, 1964) in het Nederlands vertaald als Julianus de afvallige (1983)
- John M. Ford: The Dragon Waiting (fantasy-roman, 1983)
- Michael Curtis Ford: Gods and Legions (roman, 2002)
- Reynold Spector: Who Killed Apollo and Julian Augustus (roman, 2006)
- Ken Broeders: Apostata (stripserie, 2009-2016)
- Jan van Aken: De Afvallige (roman, 2013)
- Julian Barnes: Elizabeth Finch (roman, 2022), hoofdstuk II